# 66. Tony-gála
A 66. Tony-gála a 2011/2012-es szezon legjobb Broadway színházi alakításait értékelte. A díjátadót 2012. június 10-én tartották a New York-i Beacon Theatreben, a műsor házigazdája Neil Patrick Harris volt. A ceremóniát a CBS televízióadó közvetítette élőben, a jelöltek listáját 2012. május 1-jén hozták nyílvánosságra.

## Győztesek és jelöltek
A nyertesek félkövérrel jelölve.
| Legjobb színdarab | Legjobb musical |
| --- | --- |
| - Clybourne Park – Bruce Norris - Other Desert Cities – Jon Robin Baitz - Peter and the Starcatcher – Rick Elice - Vénusz nercben – David Ives | - Egyszer - Leap of Faith - Rikkancsok: A musical - Nice Work If You Can Get It |
| Legjobb színdarab újra a színpadon | Legjobb musical újra a színpadon |
| - Az ügynök halála - The Best Man - Mesterkurzus - Fekete angyal | - Porgy és Bess - Evita - Follies - Jézus Krisztus szupersztár |
| Legjobb férfi főszereplő színdarabban | Legjobb női főszereplő színdarabban |
| - James Corden – Egy fenékkel két lovat (Francis Henshall) - Philip Seymour Hoffman – Az ügynök halála (Willy Loman) - James Earl Jones – The Best Man (Art Hockstader) - Frank Langella – Man and Boy (Gregor Antonescu) - John Lithgow – The Columnist (Joseph Alsop) | - Nina Arianda – Vénusz nercben (Vanda) - Tracie Bennett – End of the Rainbow (Judy Garland) - Stockard Channing – Other Desert Cities (Polly Wyeth) - Linda Lavin – The Lyons (Rita Lyons) - Cynthia Nixon – Fekete angyal (Vivian Bearing)                                  |
| Legjobb férfi főszereplő musicalben | Legjobb női főszereplő musicalben |
| - Steve Kazee – Egyszer (Guy) - Danny Burstein – Follies (Buddy Plummer) - Jeremy Jordan – Rikkancsok: A musical (Jack Kelly) - Norm Lewis – Porgy és Bess (Porgy) - Ron Raines – Follies (Ben Stone)                                                                   | - Audra McDonald – Porgy és Bess (Bess) - Jan Maxwell – Follies (Phyllis Rogers Stone) - Cristin Milioti – Egyszer (Lány) - Kelli O'Hara – Nice Work If You Can Get It (Billie Bendix) - Laura Osnes – Bonnie és Clyde (Bonnie Parker)                                        |
| Legjobb férfi mellékszereplő színdarabban | Legjobb női mellékszereplő színdarabban |
| - Christian Borle – Peter and the Starcatcher (The Black Stache) - Michael Cumpsty – End of the Rainbow (Anthony) - Tom Edden – Egy fenékkel két lovat (Alfie) - Andrew Garfield – Az ügynök halála (Biff Loman) - Jeremy Shamos – Clybourne Park (Karl/Steve)          | - Judith Light – Other Desert Cities (Silda Grauman) - Linda Emond – Az ügynök halála (Linda Loman) - Spencer Kayden – Hatan pizsamában (Suzette) - Celia Keenan-Bolger – Peter and the Starcatcher (Molly) - Condola Rashād – Stick Fly (Cheryl)                             |
| Legjobb férfi mellékszereplő musicalben | Legjobb női mellékszereplő musicalben |
| - Michael McGrath – Nice Work If You Can Get It (Cookie McGee) - Phillip Boykin – Porgy és Bess (Crown) - Michael Cerveris – Evita (Juan Perón) - David Alan Grier – Porgy és Bess (Sporting Life) - Josh Young – Jézus Krisztus szupersztár (Júdás)                    | - Judy Kaye – Nice Work If You Can Get It (Estonia Dulworth) - Elizabeth A. Davis – Egyszer (Réza) - Jayne Houdyshell – Follies (Hattie Walker) - Jessie Mueller – On a Clear Day You Can See Forever (Melinda Wells) - Da’Vine Joy Randolph – Ghost (Oda Mae Brown)          |
| Legjobb szövegkönyv musicalben | Legjobb eredeti zene |
| - Enda Walsh – Egyszer - Douglas Carter Beane – Lysistrata Jones - Joe DiPietro – Nice Work If You Can Get It - Harvey Fierstein – Rikkancsok: A musical | - Rikkancsok: A musical – Alan Menken (zene), Jack Feldman (dalszöveg) - Bonnie és Clyde – Frank Wildhorn (zene), Don Black (dalszöveg) - Egy fenékkel két lovat – Grant Olding (zene és dalszöveg) - Peter and the Starcatcher – Wayne Barker (zene), Rick Elice (dalszöveg) |
| Legjobb díszlettervezés színdarabban | Legjobb díszlettervezés musicalben |
| - Donyale Werle – Peter and the Starcatcher - John Lee Beatty – Other Desert Cities - Daniel Ostling – Clybourne Park - Mark Thompson – Egy fenékkel két lovat | - Bob Crowley – Egyszer - Rob Howell, Jon Driscoll – Ghost - Tobin Ost, Sven Ortel – Rikkancsok: A musical - George Tsypin – Spider-Man: Turn Off the Dark |
| Legjobb jelmeztervezés színdarabban | Legjobb jelmeztervezés musicalben |
| - Paloma Young – Peter and the Starcatcher - William Ivey Long – Hatan pizsamában - Paul Tazewell – A vágy villamosa - Mark Thompson – Egy fenékkel két lovat | - Gregg Barnes – Follies - ESosa – Porgy és Bess - Eiko Ishioka – Spider-Man: Turn Off the Dark - Martin Pakledinaz – Nice Work If You Can Get It |
| Legjobb látványtervezés színdarabban | Legjobb látványtervezés musicalben |
| - Jeff Croiter – Peter and the Starcatcher - Peter Kaczorowski – The Road to Mecca - Brian MacDevitt – Az ügynök halála - Kenneth Posner – Other Desert Cities | - Natasha Katz – Egyszer - Christopher Akerlind – Porgy és Bess - Natasha Katz – Follies - Hugh Vanstone – Ghost |
| Legjobb hangkeverés színdarabban | Legjobb hangkeverés musicalben |
| - Darron L. West – Peter and the Starcatcher - Paul Arditti – Egy fenékkel két lovat - Scott Lehrer – Az ügynök halála - Gareth Owen – End of the Rainbow | - Clive Goodwin – Egyszer - Acme Sound Partners – Porgy és Bess - Kai Harada – Follies - Brian Ronan – Nice Work If You Can Get It |
| Legjobb színdarabrendező | Legjobb musicalrendező |
| - Mike Nichols – Az ügynök halála - Nicholas Hytner – Egy fenékkel két lovat - Pam MacKinnon – Clybourne Park - Roger Rees, Alex Timbers – Peter and the Starcatcher | - John Tiffany – Egyszer - Jeff Calhoun – Rikkancsok: A musical - Kathleen Marshall – Nice Work If You Can Get It - Diane Paulus – Porgy és Bess |
| Legjobb koreográfia | Legjobb zenekar |
| - Christopher Gattelli – Rikkancsok: A musical - Rob Ashford – Evita - Steven Hoggett – Egyszer - Kathleen Marshall – Nice Work If You Can Get It | - Martin Lowe – Egyszer - William David Brohn, Christopher Jahnke – Porgy és Bess - Bill Elliott – Nice Work If You Can Get It - Danny Troob – Rikkancsok: A musical |

### Különdíjak
- A legjobb körzeti színház: Shakespeare Theatre Company
- Színházi életműdíj: Emanuel Azenberg
- Isabelle Stevenson-díj: Bernadette Peters
- Tiszteletbeli Tony-díj kiválló színházi teljesítményért: Freddie Gershon, Artie Siccardi, TDF Open Doors Program
- Tony-különdíj: Hugh Jackman, Actors’ Equity Association

## In Memoriam
A gála "in memoriam" szegmense az alábbi, 2011-ben/2012-ben elhunyt személyekről emlékezett meg:
- Davy Jones
- Stephen Douglass
- Anna Massey
- John Wood
- Tom Aldredge
- Isioka Eiko
- Theodore Mann
- Price Berkley
- Ulu Grosbard
- Diane Cilento
- Dick Anthony Williams
- Tony Stevens
- Harry Morgan
- Mary Fickett
- Alice Playten
- Patricia Neway
- Jeffrey Ash
- Howard Kissel
- Shelagh Delaney
- Ray Aghayan
- Margaret Tyzack
- William Duell
- Philip Rose
- Judd Woldin
- Donald Grody
- Ben Gazzara
- Beatrice Terry
- Liviu Ciulei
- Donald Schoenbaum
- Charles Jaffe
- Berenice Weiler
- Buddy Freitag
- Jerry Leiber

## Előadott számok
- Evita (Ricky Martin, Elena Roger)
- Follies ("Buddy's Blues" — Danny Burstein)
- Ghost
- Godspell
- Hajlakk
- Jézus Krisztus szupersztár
- Leap of Faith (Raúl Esparza)
- Rikkancsok: A musical (Jeremy Jordan)
- Nice Work If You Can Get It (Kelli O'Hara, Matthew Broderick)
- Egyszer (Steve Kazee)
- Porgy és Bess (Audra McDonald, Norm Lewis)
- End of the Rainbow (Tracie Bennett)
- Egy fenékkel két lovat (James Corden)
- Peter and the Starcatcher (Christian Borle, Celia Keenan-Bolger, Adam Chanler-Berat)[5][6][7]

## Műsorvezetők
A gálán az alábbi műsorvezetők működtek közre:
- Angela Lansbury
- Candice Bergen
- Jessica Chastain
- Jim Parsons
- Christopher Plummer
- Tyler Perry
- Nick Jonas
- Amanda Seyfried
- Paul Rudd
- Ellen Barkin
- Bernadette Peters
- James Marsden
- Mandy Patinkin
- Sheryl Crow
- Matthew Morrison
- Josh Groban
- Cote de Pablo
- Patti LuPone
- Trey Parker
- Matt Stone

## Fordítás
- Ez a szócikk részben vagy egészben  a(z)   66th Tony Awards című angol Wikipédia-szócikk fordításán alapul.  Az eredeti cikk szerkesztőit annak laptörténete sorolja fel. Ez a jelzés csupán a megfogalmazás eredetét és a szerzői jogokat jelzi, nem szolgál a cikkben szereplő információk forrásmegjelöléseként.